# فرانچسکو مولیناری-پرادلی
فرانچسکو مولیناری-پرادلی (ایتالیایی: Francesco Molinari-Pradelli؛ ‏ ۴ ژوئیهٔ ۱۹۱۱ – ۸ اوت ۱۹۹۶) موسیقی‌دان و رهبر ارکستر برجستهٔ اپرا اهل ایتالیا بود.
از فیلم‌هایی که وی در آن‌ها نقش داشته‌است، می‌توان به پوچینی اشاره نمود.